# 高島線

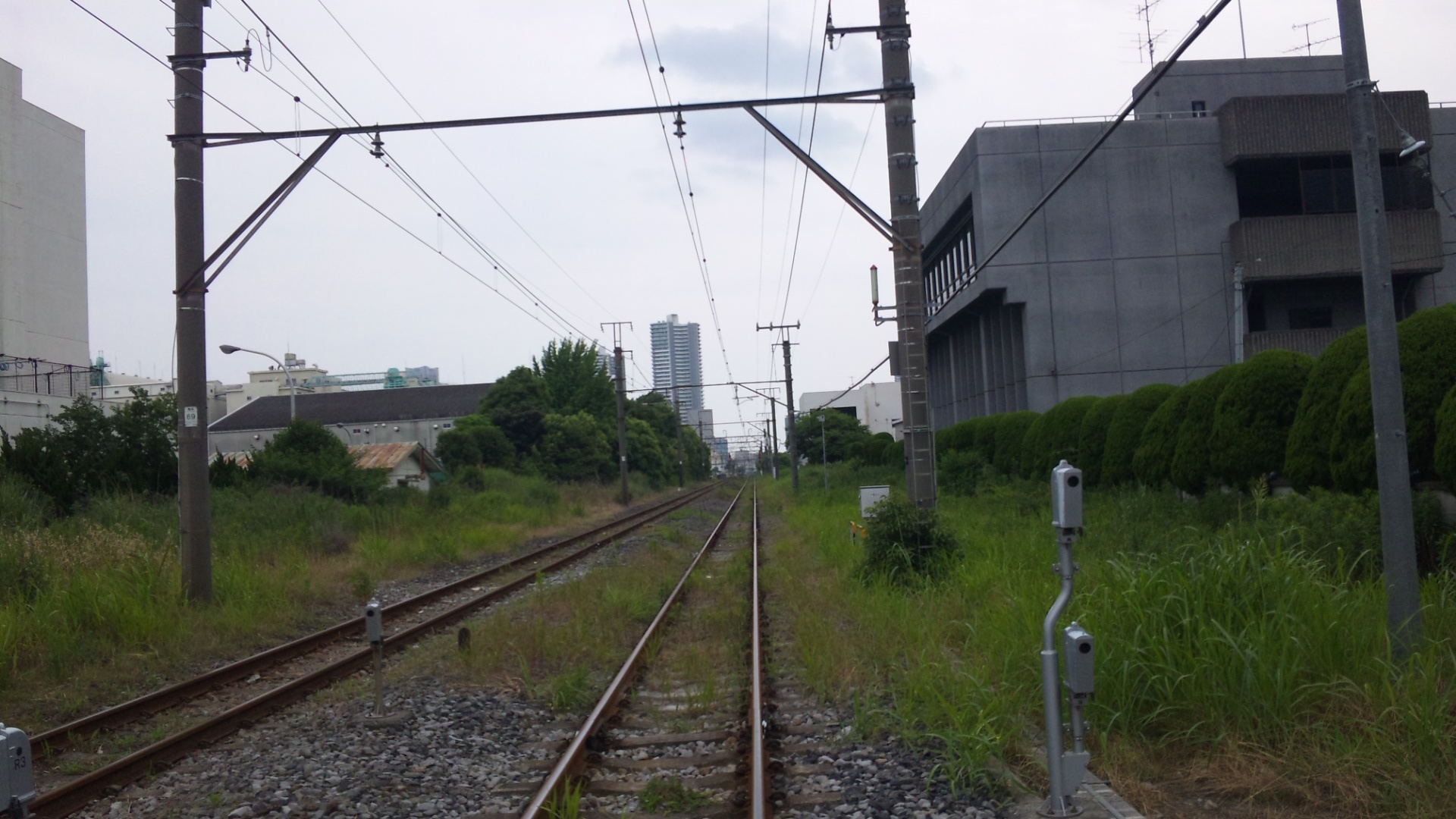
高島線出田町付近

高島線（たかしません）は、東海道本線の貨物支線のうち、神奈川県横浜市鶴見区の鶴見駅から同市神奈川区の東高島駅を経由し同市中区の桜木町駅を結ぶ鉄道路線、およびその支線の通称である。東海道貨物線に含む場合もある。
本項では、この線から分岐してかつて横浜港一帯に伸びていた貨物線である、通称横浜臨港線（よこはまりんこうせん）についても説明する。なお、鶴見地区の臨港線については「鶴見線」を、本牧埠頭の臨港線については「神奈川臨海鉄道本牧線」をそれぞれ参照のこと。

## 概要
2014年初頭時点で現存する区間は、1964年（昭和39年）6月1日に桜木町までが全通した貨物専用線である。花月総持寺駅（京急線）付近で東海道貨物線に合流、鶴見で東海道本線や貨物線の東海道貨物線、武蔵野線に接続し、新鶴見信号場や東京貨物ターミナル駅方面へと連絡している。また、桜木町では根岸線に接続している。
東日本旅客鉄道（JR東日本）が全線を第一種鉄道事業者として保有しているが、定期旅客列車の設定はなく、ごくまれに臨時・団体列車が運転される程度である。もっぱら第二種鉄道事業者である日本貨物鉄道（JR貨物）の貨物列車が運転されているが、線内完結の列車はなく、鶴見以東と根岸線を結ぶ中継ルートの役割を果たしている。
路線網がこのように縮小される前は、横浜港一帯に臨港線と貨物駅を張り巡らせており、横浜市内に発着する貨物および船舶と連絡する貨物の取り扱いを行っていた。

### 路線データ
- 管轄・路線延長（営業キロ）
  - 東日本旅客鉄道（第一種鉄道事業者）・日本貨物鉄道（第二種鉄道事業者）：
    - 鶴見 - 桜木町間 8.5 km ※旅客営業運賃の設定なし。
- 駅数：3駅（起終点駅含む。旧・新興駅を除く）
- 軌間：1,067 mm
- 複線区間：鶴見 - 東高島間（花月総持寺駅付近までは東海道貨物線と共用）
- 電化区間：全線（直流1,500 V）

全区間がJR東日本横浜支社の管轄である。

## 運行形態

### 貨物列車
現在は東高島駅で運転停車があるのみだが、根岸線根岸発着の貨物列車や、逗子発着の甲種車両輸送列車などを鶴見以東と中継する役割を担っており、日中はおよそ30分おきに列車が往来することもある。
かつては新興発着の化学薬品輸送、東高島発着の在日米軍基地「横浜ノース・ドック」専用線発着のジェット燃料輸送、日本製粉専用線発着の小麦輸送、横浜市場発着の鮮魚輸送などがあった。高島駅構内には横浜機関区（旧・高島機関区）があり、同駅で機関車の付け替えや臨港線から集まる貨車の入れ換えを行っていた。東高島駅は現存するが、貨車の発着は現在はない。
1950年代までの横浜線の貨物が盛んであったころは八王子などからの生糸輸送も行われており、千若信号場付近に海神奈川駅があった。東神奈川駅と高島駅を結ぶ貨物支線もかつて存在し、廃線跡や橋梁は現在も残っている。

### 旅客列車
定期運転で一般営業する旅客列車は設定されていない。以前は特急「はまかいじ」に使用される185系の送り込み回送列車（大宮総合車両センター→磯子）が土休日の朝に設定されていたが、2019年3月のダイヤ改正で中央線特急列車の運行形態が大きく変わったことと、横浜駅京浜東北線ホームにホームドアの設置が決定したため、廃止された。
臨時列車は時折運転されており、EF58形お召し機と旧形客車を使用したイベント列車「横浜開港100周年記念号」や、平成9年9月9日記念で企画された「ミステリートレイン999号」（EF58形+12系客車）、常磐線のいわき駅から勝田車両センターのE653系・485系を使用した臨時急行「横浜ベイエリア号」が走ったこともある。なお、臨時急行「横浜ベイエリア号」は、2009年夏の横浜開港150周年記念としても運行された。2010年9月18日 - 20日には臨時快速「はまみらい号」が485系「彩（いろどり）」で運行された。
そのほか、ATCに対応しない車両による団体臨時列車が高島線経由で運転されることがある。
SLブームのころには、新鶴見機関区に貸し出された蒸気機関車D51形やC57形を使用したイベント列車が数多く運転された。新鶴見機関区が最終配置のD51 516と横浜機関区の転車台は現在横浜市中区にある本牧市民公園内に静態保存されている。
地元自治体では、高島線や東海道貨物支線を旅客線にしようという運動があり、運動の一環として団体臨時列車が走ったこともある。現在では、京浜臨海部再編整備協議会が東海道貨物支線の貨客併用化への取り組みを行っているところである。さらに、路線と関係する神奈川県や東京都の地元自治体により結成された東海道貨物支線貨客併用化整備検討協議会も東海道貨物支線（高島線を含む）の貨客併用化を路線所有者のJR東日本に対して要望しており、2012年には同協議会が貨客併用化の検討ルートを公表している（「東海道貨物線#東海道貨物支線貨客併用化」も参照）。

### その他
東高島駅から発着する工臨が走行するときがある。東高島駅から東海道線へ運転する列車が設定されている。基本的には田端運転所のEF65形電気機関車が牽引機として使用される。時々、東高島駅に留置されていることがある。

## 歴史

### 横浜港の開港と鉄道の創業

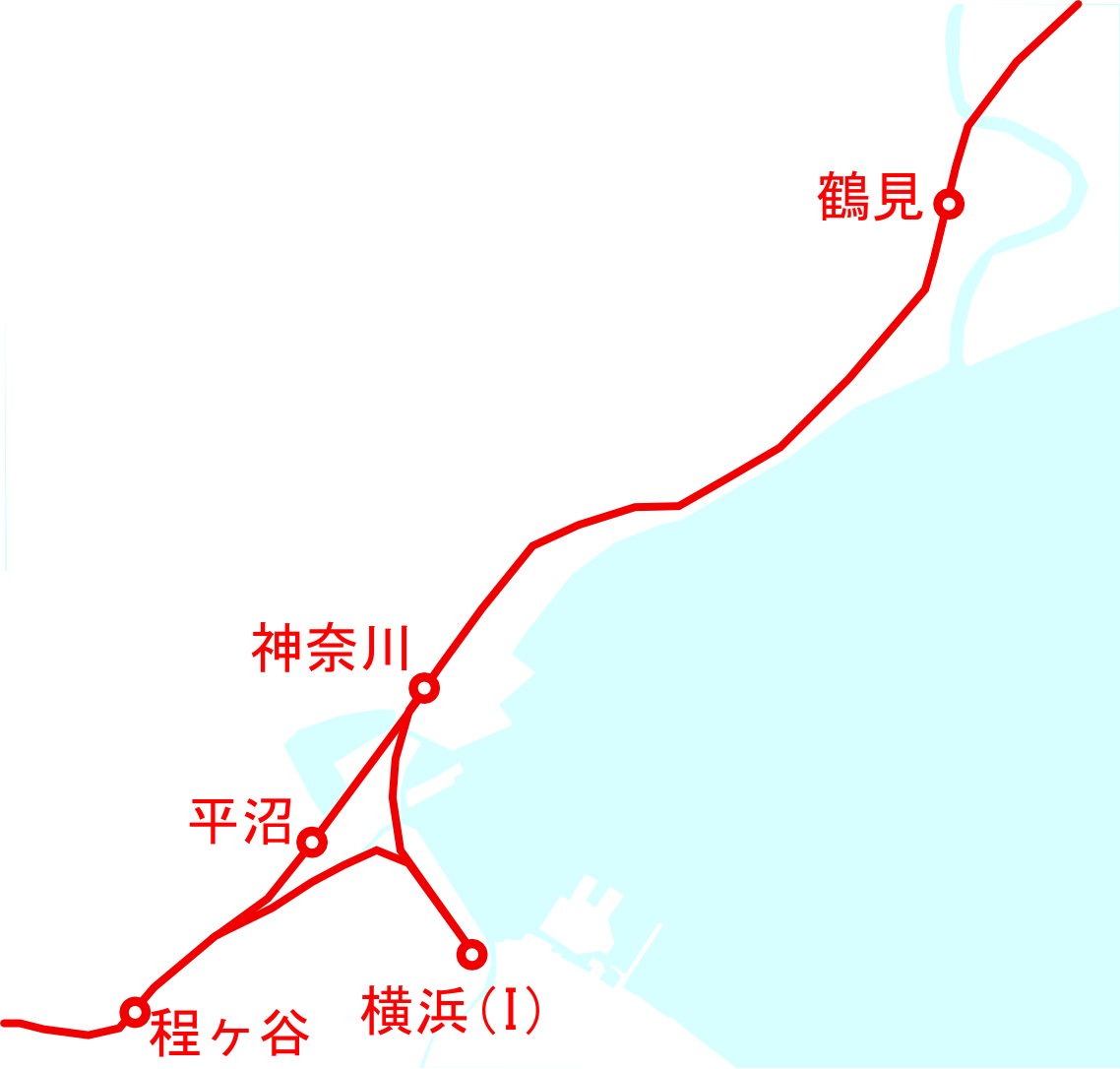
1906年ごろの横浜港周辺鉄道網、初代横浜駅は行き止まり構造となっている

横浜港は1859年（安政6年）に開港となったが、この時点では現在の大桟橋の根元付近に2本の突堤があるだけの港湾設備であった。1864年（元治元年）に、現在氷川丸が保存されている付近に2本の突堤が増設され、従来からの突堤を西波止場あるいはイギリス波止場、新しい突堤を東波止場あるいはフランス波止場と称した。1866年（慶応2年）11月に横浜は大火に見舞われ、その再建工事にあたってイギリスより招かれたリチャード・ブラントンが横浜の都市計画や港湾計画を進め、また東京と横浜を結ぶ鉄道の建設を提案することになった。
明治5年5月7日（グレゴリオ暦1872年6月12日）、新橋 - 横浜間で建設中であった日本で最初の鉄道のうち、横浜側の完成した部分を利用して、品川 - 横浜間での仮営業が始まった。同年9月12日（グレゴリオ暦10月14日）、明治天皇を迎えて開業式が挙行され、正式に新橋 - 横浜間の営業が開始された。この時開業した横浜駅は後の桜木町駅で、横浜の外国人居留地や波止場へ近づけることなく、野毛山の下の現在の位置に設置された。これは、大岡川を渡る橋を架けることを嫌ったためではないかと推測されている。これに先立って、明治4年8月8日（1871年9月22日）に横浜駅構内の海側に横浜機関庫が開設されている。
ブラントンは鉄道の開通を受けて、港の埠頭まで鉄道を引き込むことを提案するが、これは実現しなかった。一方、やはりお雇い外国人のヘンリー・S・パーマーもまたこの時期に政府の依頼で横浜港の修築計画を進めており、これにより西波止場から沖に突き出した大桟橋が建設された。計画では、この大桟橋と横浜駅を結ぶ臨港鉄道が建設されることになっていたが、鉄道予定地に当たっていた郵便蒸気船会社（現・日本郵船）や回漕業者が艀の荷揚げ地を線路で分断されることを恐れて反対し、結局税関構内と桟橋を結ぶ線路が敷設されただけで新橋 - 横浜間の一般鉄道網へは接続されなかった。この桟橋内の路線は4線（後に5線）が並列で敷かれており、合計150両の貨車が貨物の搬出入に当たっていた。しかし、旅客用の波止場であったこともあり、後に廃止された。

### 横浜鉄道海陸連絡線の開業

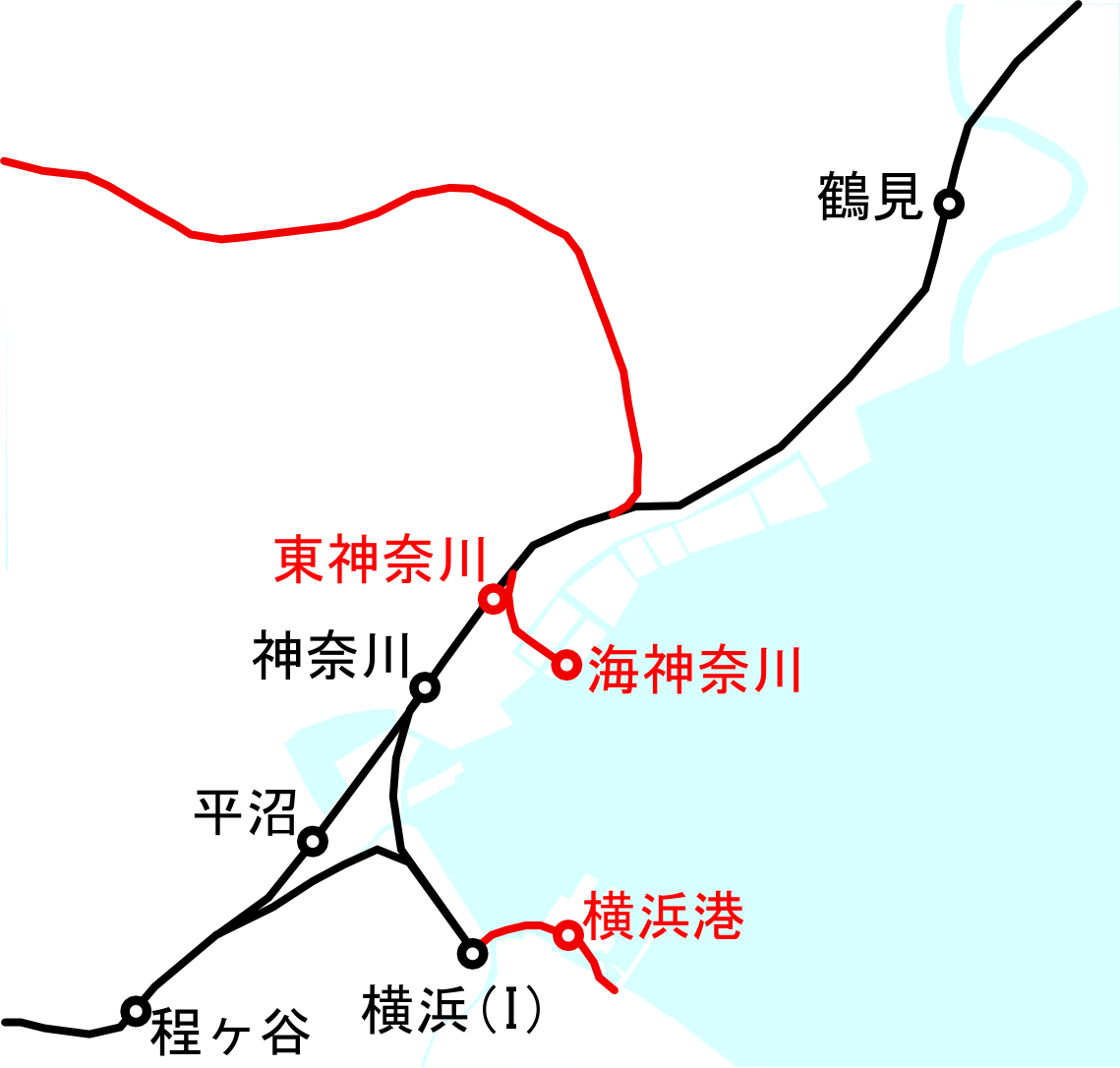
1912年ごろの横浜港周辺鉄道網、横浜鉄道が開通し、海神奈川への支線が開通、新港埠頭に臨港鉄道が建設されている

このころ日本の重要な輸出商品として生糸があり、長野県や群馬県、山梨県などの内陸の生糸産地から運ばれた生糸は神奈川県（1893年に東京府へ移管）南多摩郡八王子町に集められ、荷馬車で横浜港へ送られていた。この八王子と横浜を結ぶ重要な絹の道に鉄道を建設しようとする動きは何回もあったが、1902年（明治35年）になりようやく免許を認められ、横浜鉄道という会社が設立されて1906年（明治39年）6月に着工し、1908年（明治41年）9月23日に東神奈川 - 八王子間が開通した。これに合わせて東海道本線上に横浜鉄道との連絡駅として東神奈川駅が開設されている。
横浜鉄道では当初から、神奈川沖の海を埋め立てて岸壁を建設し、そこに貨物線を伸ばして海陸連絡を図る構想を持っていた。横浜鉄道発起人らは横浜倉庫株式会社を通じて神奈川沖の埋め立て免許を取得し、横浜鉄道はそこへ貨物線を延長する免許を取得した。これにより東神奈川駅から海側へ貨物線を延長することになったが、この当時すでに東神奈川駅のすぐ海側には京浜電気鉄道（後の京急本線）の線路があったために、京浜電気鉄道の線路を高架化することになり、1910年（明治43年）7月26日に下り線が、7月30日に上り線が高架化された。この京浜電気鉄道の仲木戸駅（現在の京急東神奈川駅）の下をくぐって、同年10月に横浜鉄道の線路が延長された。延長は63チェーン（約1.3 km）とされている。海岸側に設置された海神奈川駅の正式な開業は、1911年（明治44年）12月10日となっている。また1910年（明治43年）3月31日付の鉄道院（国有鉄道）と横浜鉄道の契約により、4月1日から横浜鉄道を国鉄が借り受けて営業することになり、この海陸連絡線は開業から国鉄が営業することになった。その後1917年（大正6年）10月1日付で横浜鉄道は正式に国有化され、国鉄横浜線となった。
この横浜鉄道の海陸連絡線は、横浜港において初めての臨港貨物線であった。しかし実際には、横浜倉庫がさらに沖合の埋め立て免許を取得することができず、岸壁の建造を行うことができなかったため、海陸連絡線も結局横浜倉庫の倉庫群との連絡を果たしただけで、本格的な船舶との連絡を果たすことはできなかった。
横浜線の海陸連絡線は、東神奈川駅の東側で横浜線の本線から分岐して南へカーブを切り、京急本線を京急東神奈川駅の下にあるガードでくぐって、国道15号（第一京浜）を横断して千若町の海神奈川駅へ至る構造であった。後に高島駅まで開業する貨物支線も途中までこれと並行して走っていた。国道15号には横浜市電生麦線が走っており、市電東神奈川駅前電停付近で複線同士の平面交差構造となっていた。このクロッシングポイントでは、国鉄側の線路に横浜市電の電車のフランジを通す隙間が設けられておらず、路面電車はフランジを国鉄のレールに乗り上げて通過していたとの証言がある。

### 新港埠頭の造成と横浜周辺の鉄道網の拡張・再編

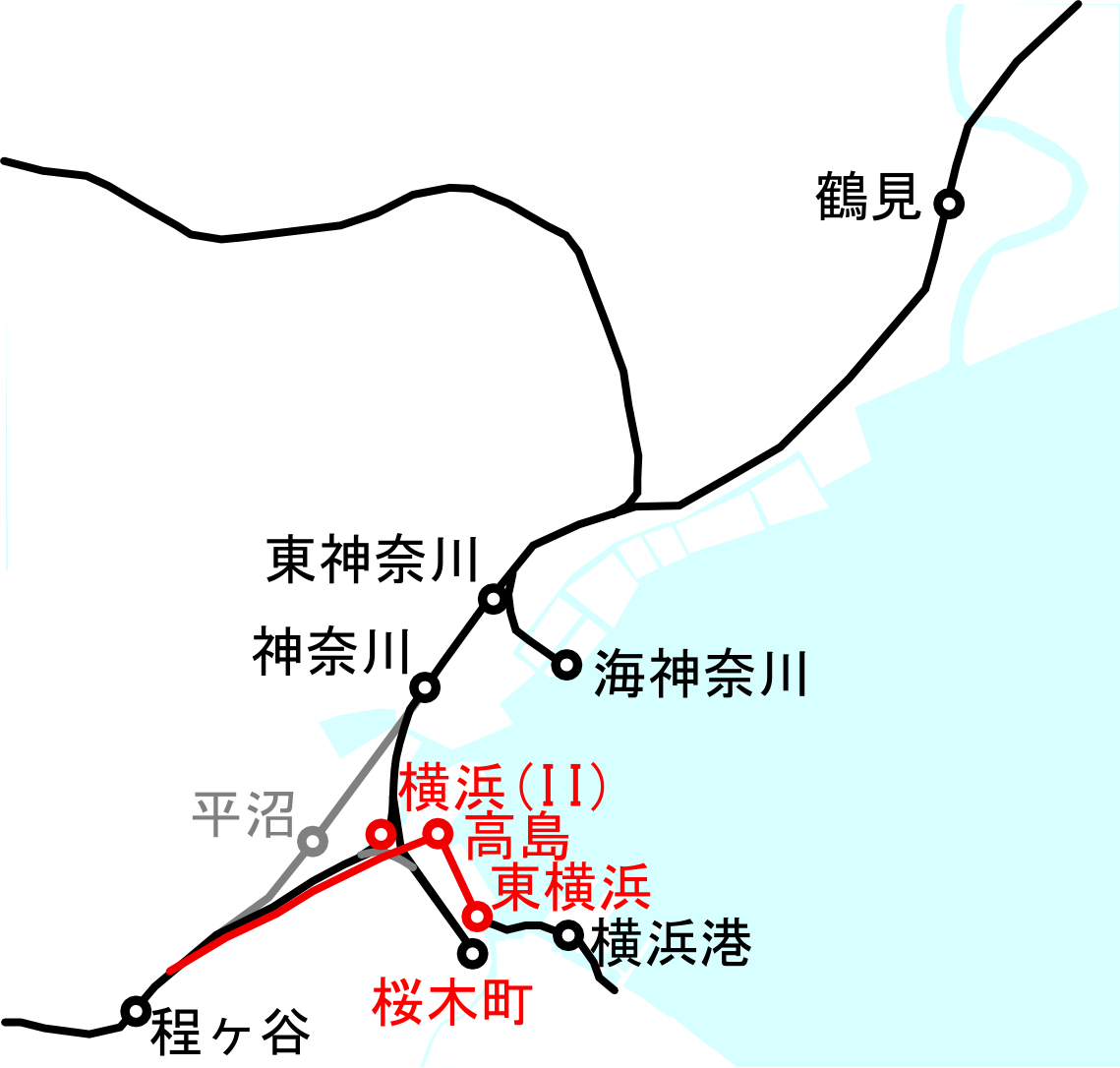
1916年ごろの横浜港周辺鉄道網、横浜駅が通過式配線の2代目の場所に移転し、初代横浜駅は桜木町駅に改称、その貨物設備は東横浜駅に分離され、高島に貨物駅が開設されている

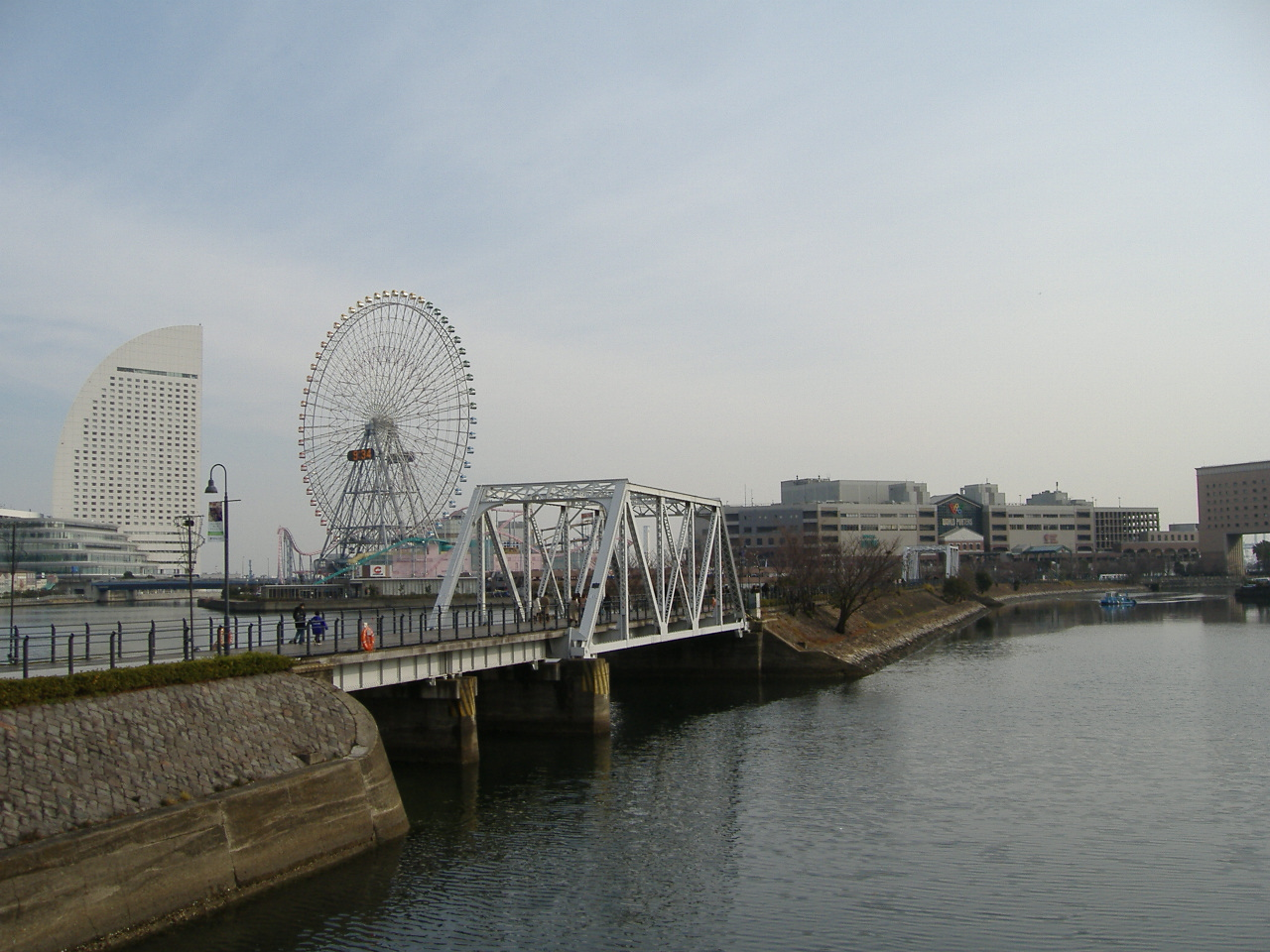
新港埠頭への臨港線を遊歩道に転用した汽車道、一番手前が港一号橋梁

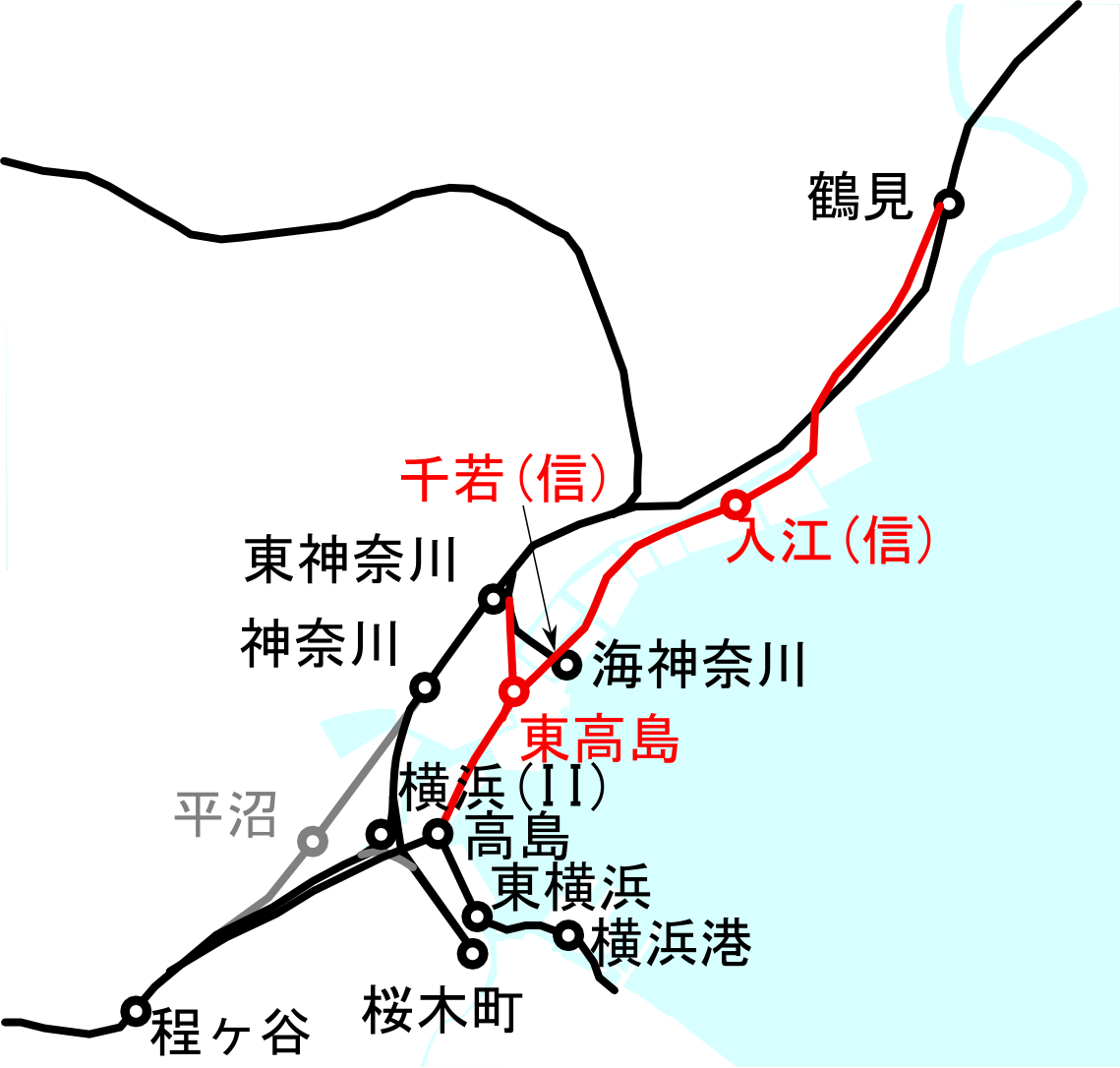
1924年ごろの横浜港周辺鉄道網、鶴見から高島までの貨物線が開通

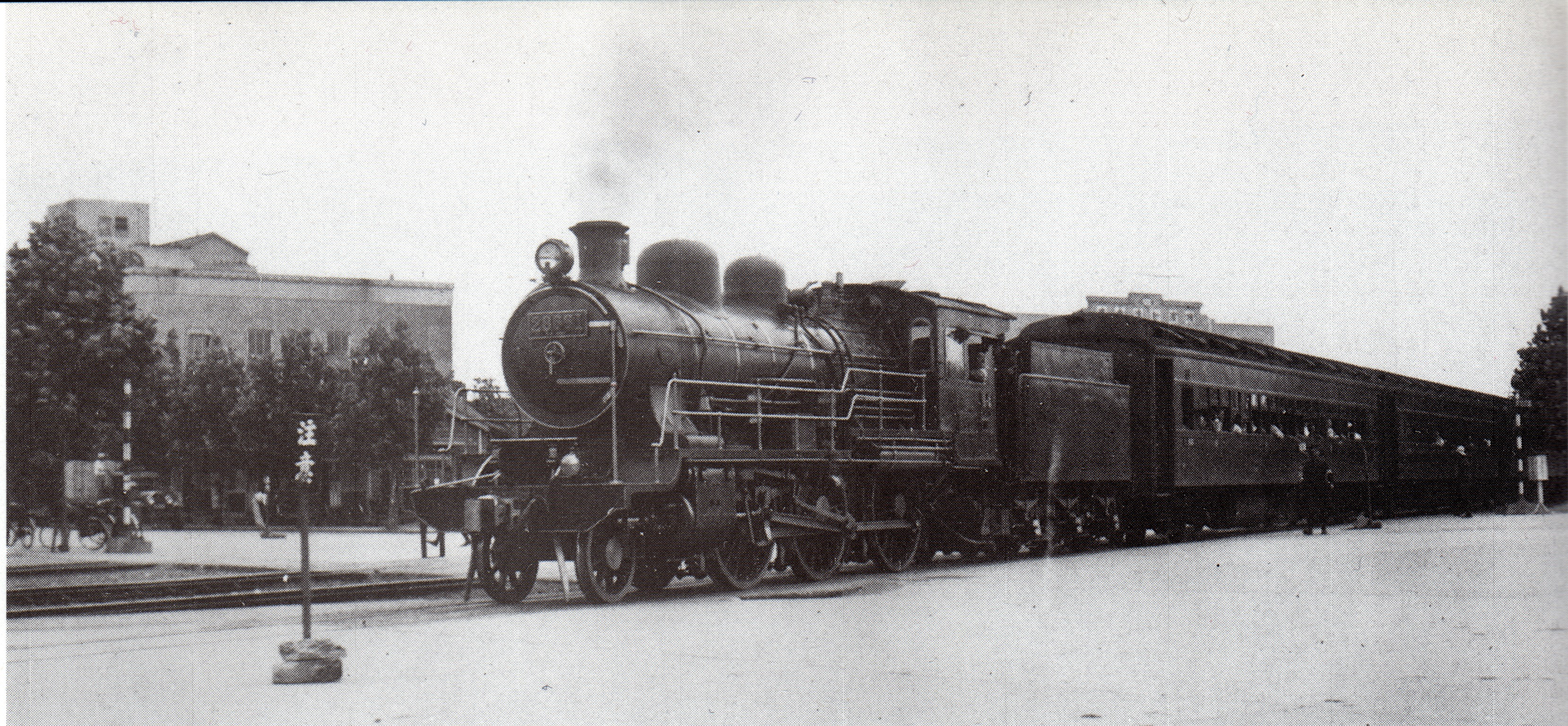
横浜港を東京へ向けて出発するボート・トレイン、牽引機は28661（8620形）、1935年ごろ

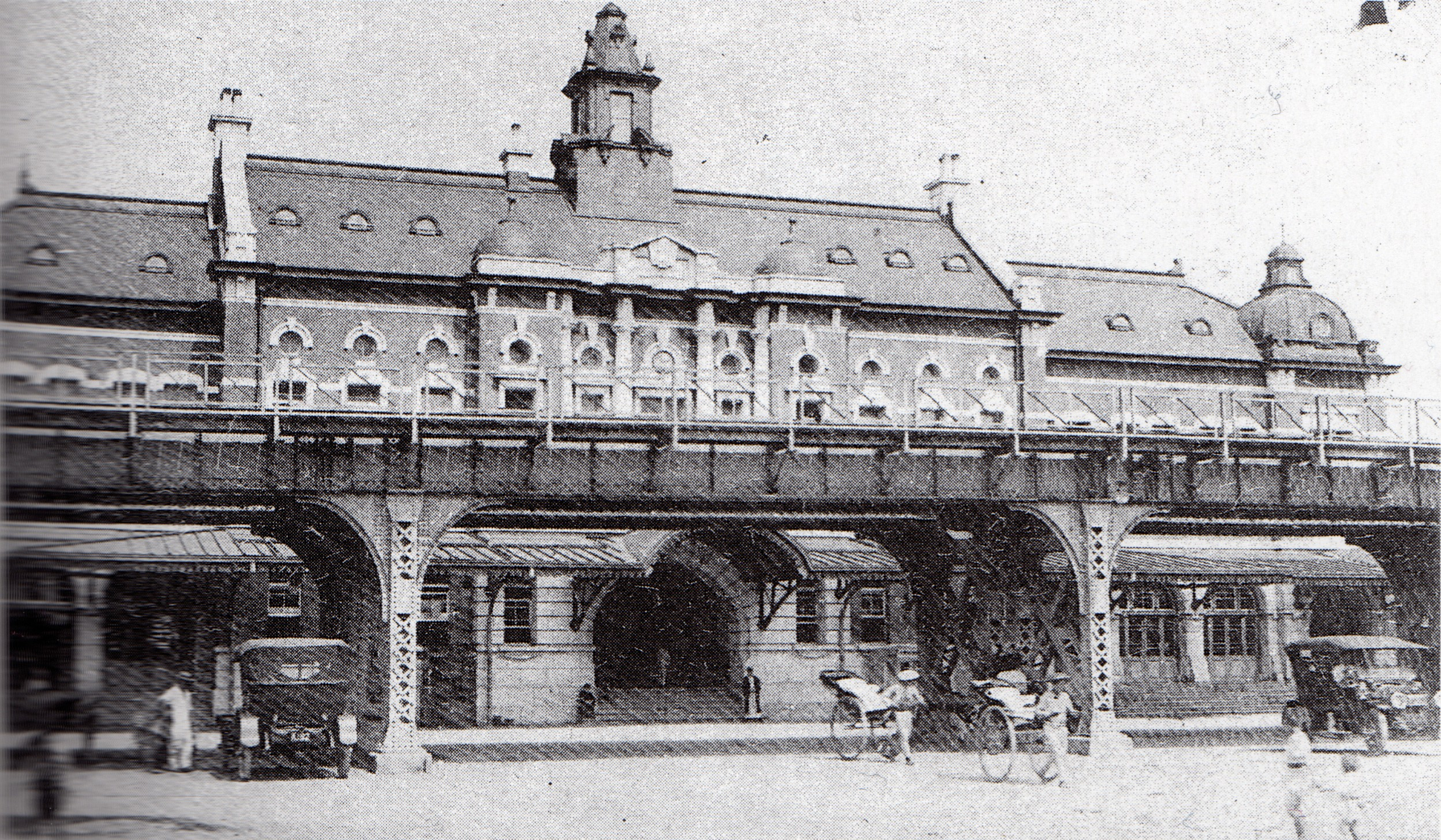
2代目横浜駅と、その前を横切る高架貨物線

西波止場・大桟橋・東波止場によりひとまず対外貿易港の役割を果たしていた横浜港であったが、これだけでは艀を経由した荷扱いを解消するには至らず、さらなる拡張を必要としていた。そのため、西波止場よりさらに西側に埋め立てを行って新港埠頭を増設する工事に1899年（明治32年）5月から着手した。海岸で艀扱いをしていた業者の要望などもあり、陸続きに埋め立てを行う計画を変更して島とすることになり、また凸状から凹状に形状に変更して岸壁の増大を図る設計変更などを行って、1914年（大正3年）に完成した。
新港埠頭の造成に合わせて、埠頭に乗り入れる臨港鉄道の建設工事も進められた。この臨港鉄道は初代横浜駅（桜木町駅）から延長する形で工事が行われ、従来の海岸付近への艀の出入りの利便を図って、大岡川河口の沖合に2つの細長い人工島を造成して、その間を橋で結ぶ形とされた。この各橋は横浜駅側から港一号橋梁 - 港三号橋梁となっており、港一号橋梁は1907年（明治40年）アメリカン・ブリッジ製100フィートトラス橋とプレートガーダー橋の組み合わせ、港二号橋梁は港一号橋梁と同じアメリカン・ブリッジ製100フィートトラス橋で、港三号橋梁は1909年（明治42年）川崎造船所（川崎重工業、川崎造船を経て現・川崎重工業船舶海洋ディビジョン）製30フィートプレートガーダー橋であった。この経路は鉄道廃止後、遊歩道に整備されて汽車道として現存する。このうち港三号橋梁については、生糸検査所引き込み線に使われていた大岡橋梁の1874年ごろイギリス製の63フィートポニーワーレントラス橋を短縮したものを、従来のプレートガーダー橋の脇に移設保存してある。
この新港埠頭への臨港線は通称税関線（ぜいかんせん）と呼ばれ、複線で建設された。全長は約0.8 kmであったが、後に横浜港駅が開設された際には東横浜駅との距離は1.6マイル/2.5 kmとされている。新港埠頭内では各埠頭や倉庫の前まで引き込み線が伸ばされていた。1910年（明治43年）8月に一通りの工事が完成した。初めて臨港線が実際に利用されたのは、台風によって東海道本線が不通になったことにより、名古屋・清水から臨時に手配した船舶を横浜港新港埠頭まで運航した時に、仮設した横浜埠頭の駅から横浜駅まで乗客を輸送した際で、同年8月15日のことであった。しかし、実際に貨物輸送に供用されるには時間がかかり、1911年（明治44年）2月に輸入豆粕の、5月に輸出茶の輸送試験を行った上で、9月1日に横浜港荷扱所が設置されて、一般に供用が開始された。初日の輸送は、製紙原料用ウッドパルプ30トンと機械14トンであった。
その後1912年（大正元年）に新港埠頭から本土への新港橋梁を架けて、横浜税関のところまでこの路線が延長された。この新港橋梁は1912年浦賀船渠（現・住友重機械工業）製100フィートポニーワーレントラス橋で、大蔵省臨時建築部（国有財産局を経て現・財務省理財局国有財産調整課）が設計したという珍しい鉄道橋である。
しかしこの新港埠頭への臨港線は大きな問題を抱えていた。貨物列車の運行には貨車の入換作業がつきものであるが、新港埠頭内には入換のための操車場を建設する余地がなかったのである。このため、入換は横浜駅において実施することとされたが、実際には横浜駅にも入換設備を増設する余裕はなかった。このため、折から進められていた東海道本線の線路改良計画と合わせて高島町に入換設備を持った駅を設置することになった。
この時代までの東海道本線は、新橋方面から来た列車は現在の桜木町駅にあたる初代横浜駅まで乗り入れた上で、そこで折り返して程ヶ谷駅（現・保土ケ谷駅）方面へ向かうスイッチバック構造になっていた。しかしこれに伴う運転上の手間は大きなものであったため、通し運転ができるようにする改良工事が計画され、2代目の横浜駅の建設が始められた。まず、初代の横浜駅から本線の線路に沿って貨物線が敷かれ、高島荷扱所まで1913年（大正2年）6月2日に開通した。続いて、2代目横浜駅が1915年（大正4年）8月15日に開業し、初代の横浜駅は桜木町駅に改称した。その後、桜木町駅までの電車の運転の準備が進み、1915年（大正4年）12月30日に旅客用の駅を桜木町駅、貨物用の駅を東横浜駅として分離した。この際に高島荷扱所を高島駅とし、高島と程ヶ谷を結ぶ複線の貨物線が開通した。この程ヶ谷と結ぶ貨物線は、横浜と桜木町を結ぶ電車用の線路をオーバークロスする関係で2代目横浜駅の駅舎前を高架で横切っており、せっかくの格式ある駅舎の景観を損なっていた。また高島 - 東横浜間が複線化され、初代横浜駅構内にあった横浜機関庫が高島に移転して高島機関庫となった。この高島機関庫が、臨港線の機関車運用の要となった。
さらに鶴見から高島を結ぶ路線の建設工事が進められ、1917年（大正6年）6月17日に鶴見 - 高島間4.1マイルが複線で開通した。この路線は先の横浜鉄道海陸連絡線と平面交差しており、交差地点に海神奈川信号扱所が設置された。また東神奈川と高島を結ぶ連絡線も同時に開通し、横浜線からの貨物列車が高島駅に乗り入れられるようになった。ただし、東神奈川から高島への線は構内の西側につながっていて東横浜・横浜港方面への線路とは直接つながっておらず、行き来には転線作業を行う必要があった。また、この東神奈川 - 高島間の支線上の駅として東高島駅が1924年（大正13年）10月1日に開設された。こうして鶴見から程ヶ谷まで旅客と貨物が別線になり、改良工事が完成した。新しく設置された高島駅が臨港線の貨車入換作業の核となり、新港埠頭の海陸連絡設備が完成することになった。

こうしてひとまず完成した横浜の臨港鉄道網は、折からの第一次世界大戦とその戦後の貿易量の増大によって活況を呈した。これに伴い1919年（大正8年）には東横浜駅の改良工事が実施されている。1920年（大正9年）7月23日に、横浜港荷扱所は正式に駅となり、横浜港駅となった。新港埠頭の4号岸壁の脇に島式ホームが設置され、日本郵船および東洋汽船（昭和海運を経て現・日本郵船）のサンフランシスコ航路出航日に合わせて乗船客および見送り客を運ぶ旅客列車「ボート・トレイン」が運転されるようになり、限定的ではあるが旅客扱いをも行うようになった。1921年8月1日ダイヤ改正による時刻は東京9時15分 - 横浜港10時10分（第151列車）、横浜港12時35分 - 東京13時30分（第152列車）、東京12時35分 - 横浜港13時30分（第153列車）、横浜港15時25分 - 東京16時20分（第154列車）で、前の2列車が東洋汽船の、後の2列車が郵船の便に接続し、途中停車駅は新橋、品川、大森であった。

### 関東大震災と再度の鉄道網再編

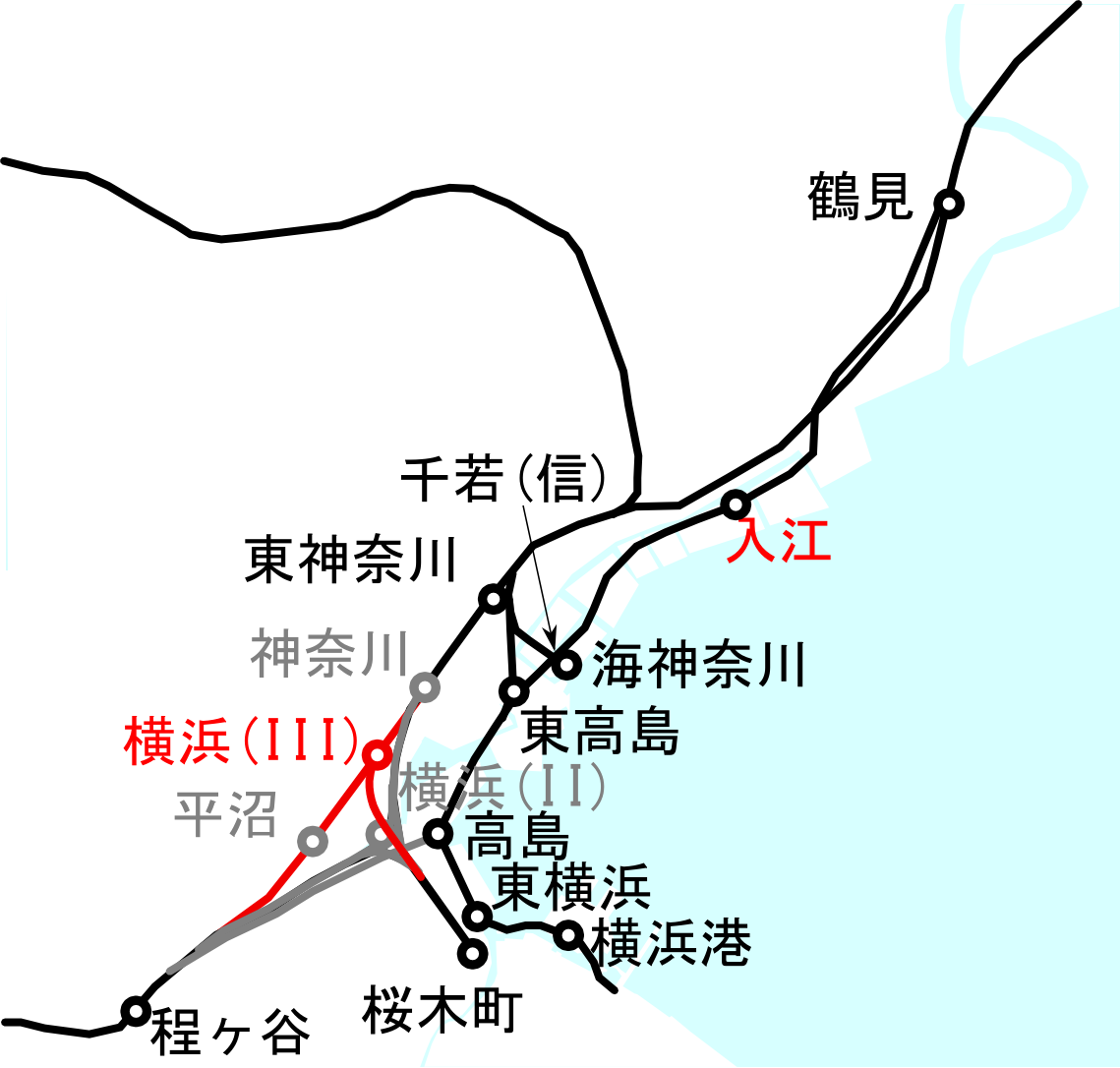
1929年ごろの横浜港周辺鉄道網、横浜駅が3代目の位置に移転

このように1920年代までに横浜の臨港鉄道網は整備され、鶴見 - 程ヶ谷間では旅客列車と貨物列車が別の線路に分離して運行する形態が実現していた。しかし大正時代の都市への人口集中に伴い、大都市の貨物駅が扱う貨物量が激増しており、既存の貨物駅の能力では処理が困難となってきていた。またこの当時、東京へ東海道本線側から発着する貨物列車の入換作業を受け持っていた品川操車場の能力も限界に達しつつあり、改良が必要となっていた。そこに1923年（大正12年）9月1日、関東大震災が発生し、完成したばかりの2代目横浜駅のほか、桜木町駅、高島駅、東横浜駅などが甚大な被害をこうむった。これを契機として、抜本的な改良工事を実施することになった。
この際に2代目の横浜駅は、東海道本線・桜木町へ通じる電車線・高島 - 程ヶ谷間の貨物線に囲まれた場所に立地していて手狭であったこと、急曲線上に位置していて不便であったことなどから、横浜の震災復興の都市計画とも併せて検討の上で、日清戦争の際に神奈川 - 程ヶ谷間に軍が建設した短絡線上に3代目の横浜駅を建設して再移転することになった。1928年（昭和3年）10月15日にこの3代目横浜駅が開業した。
これと並行して貨物線の再編も進められた。品川と鶴見の間を新川崎経由で結ぶ東海道本線の貨物支線、通称品鶴線は1929年（昭和4年）8月21日に開通し、この区間に品川操車場の貨車操車作業を代替する新鶴見操車場が開設された。そして鶴見より西側では、旅客線に並行して程ヶ谷までの貨物線が建設され、程ヶ谷から先平塚までの既に開通していた貨物線と接続して、長大な区間の客貨分離が完成した。東海道本線の貨物列車はこの新設された貨物線経由で運行されるようになったことから、高島 - 程ヶ谷間の貨物線は不要となり、同年9月16日に廃止となった。これにより、臨港線は鶴見で東海道本線から、東神奈川で横浜線から分岐して埠頭へ至る行き止まりの貨物線となり、発着する貨車の多くは新鶴見操車場を経由して運行されるようになり、高島駅で補助的な操車作業を行う形態へと移行した。

### 工業地帯の発展と臨港鉄道網の完成

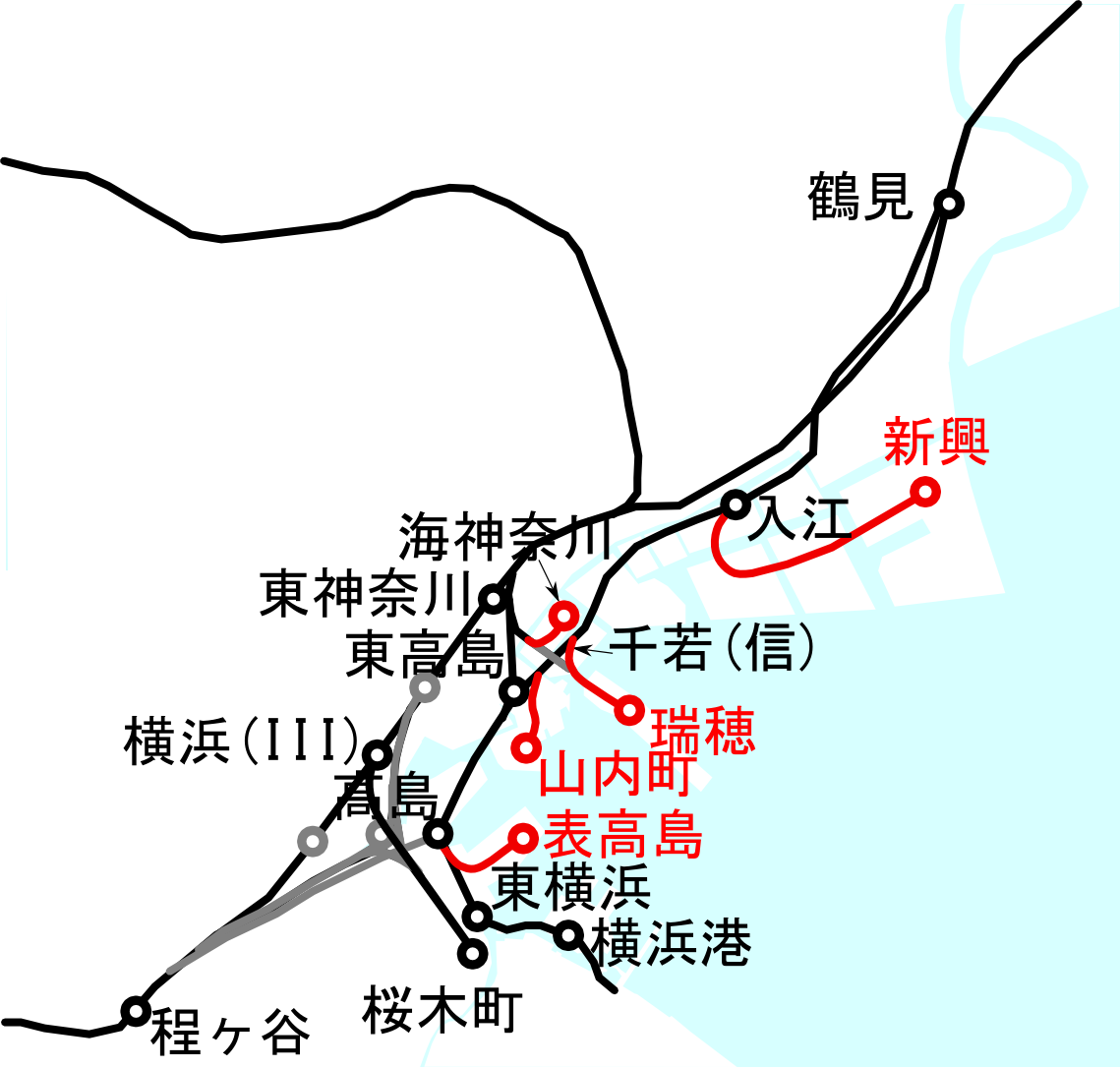
1935年ごろの横浜港周辺鉄道網、横浜港とその周辺の工業地帯に貨物支線が敷設される

1920年代後半から1930年代にかけて、横浜の港湾整備は神奈川区、鶴見区の沖合へと進展するようになった。この時代になると工業の発展が進み、臨港線は単に船舶との連絡を果たすばかりではなく、臨海工業地帯の貨物輸送をも担うようになっていった。このため、埋立地に造成された岸壁や工業地帯へと次々に貨物支線が延長されていった。1934年（昭和9年）3月1日には恵比須町、宝町、大黒町の埋立地へ入江駅から分岐して新興駅までの支線が開通した。続いて6月15日には山内埠頭の完成に伴い高島（実際には千若信号場） - 山内町間が、高島埠頭の完成に伴い高島 - 表高島間が、それぞれ開通した。さらに瑞穂埠頭の完成に伴い、1935年（昭和10年）7月15日には入江駅から（実際には千若信号場から）分岐して瑞穂駅までが開業した。この線は海神奈川駅のある地点を通過して瑞穂駅へ向かっていたが、瑞穂駅への支線が開通したころには海神奈川駅は高島線より北側の、現在は下水処理場になっているあたりに移転していたとされており、瑞穂への支線が海神奈川駅の構内を通ったことはなかったとされる。しかし海神奈川駅のキロ程は変更されておらず、実際に移転した日付は不明となっている。一方で、東横浜駅から生糸検査所までの引き込み線が1928年（昭和3年）3月31日に開通した。
1935年の瑞穂駅への支線開通により、横浜の臨港鉄道網はほぼ完成を見た。『横浜市統計書』および『横浜港湾統計年報』を分析した資料によれば、横浜市に鉄道を通じて到着した貨物量は1911年（明治44年）の30万トンから1928年（昭和3年）の223万トンへ約7.4倍に、発送された貨物量は50万トンから255万トンへ約5.1倍に増加した。また、単に船舶を通じて到着・発送される貨物を鉄道で中継して国内各地と結ぶ機能から、臨海工業地帯における加工・生産にかかわる輸送が増大していった。1929年（昭和4年）の統計によると、船舶で到着して鉄道で出荷された品目は主に豆粕・大豆・リン酸アンモニウム・重油・木材・小麦・石炭・台湾米・レール、鉄道で到着して船舶で出荷された品目は生糸、鉄道で到着して横浜市内で消費された品目が砂利・木炭・内地米・石材・石灰石・屑糸・木材・小麦、横浜市内で生産されて鉄道で出荷された品目が揮発油・板・麩となっている。
このころの臨港線では、高島機関区の所属機関車が主に使用されており、機種としては5500形、6750形、6760形、C58形などであった。

しかし第二次世界大戦（大東亜戦争、太平洋戦争）の勃発により、アメリカとの旅客航路は休止され、ボート・トレインの運行も中止になった。大戦前のボート・トレインの最終運行の記録は明確でないが、大戦前最後の対米航路出航が1941年（昭和16年）7月18日の浅間丸であることから、この日ではないかとされている。対米戦争開戦後は、1942年（昭和17年）4月1日から横浜港駅は帝国海軍関連の貨物専用に使用されることになった。大戦末期には横浜市は激しい空襲を受け、高島駅、入江駅、海神奈川駅、千若信号場、表高島駅なども大きな被害を受けた。しかし東横浜駅や横浜港駅は一部を損傷したのみで大半は健在であった。

### 連合軍占領時代
大東亜戦争が終結すると、連合軍の日本への進駐が開始された。横浜港では新港埠頭などが接収され、臨港線の各駅が進駐軍の輸送の拠点とされた。まずは琉球やフィリピン、中部太平洋戦線などから厚木基地経由の航空機で米国本土へ帰還する傷病兵を、横浜市場駅と相模線厚木駅の間で輸送するところから始められた。さらに全国に進駐する部隊やその基地への補給物資の輸送が各駅から行われた。臨港線にかかわる駅から発送された物資としては、横浜港駅および東横浜駅から一般貨物、表高島駅から火薬類・石油類、瑞穂駅から木材・車両類、新興駅から車両類などであった。

臨港線の各駅の中でも、日本に駐屯していた米軍第8軍の司令部（関内＝現・横浜市中区海岸通）にも近く、貨物駅で日本人旅客と接触することのなかった東横浜駅は便利に使用され、連合軍専用列車の発着にも使用された。一時期は北海道の札幌と結ぶ専用列車「ヤンキー・リミテッド」が東横浜発着だったことがあったほか、第8軍司令官専用列車「オクタゴニアン」の発着にも使用されていた。また、東横浜駅は冷蔵車を使用した輸送の拠点ともなっていた。アメリカ本国から冷凍船で運ばれてきた肉や野菜は横浜港に陸揚げされ、冷蔵車に搭載して全国の米軍基地に輸送されていた。日本側では冷蔵車は鮮魚輸送に使用するのが一般的で魚の匂いが車両に付着しており、厳しく清掃を要求されていた。常時冷蔵車が東横浜駅構内に待機しており、必要時に横浜港駅の埠頭に回送されて、そこで貨物を搭載して発送作業を行っていた。日本では、魚介類と一緒の箱に氷を入れる「抱き氷」輸送が一般的であったのに対して、進駐軍向け輸送では冷蔵車そのものに装備された氷槽に氷を入れて冷却するアメリカ流の運用が求められ、横浜市内の製氷業者から大量の氷が供給されていた。
朝鮮動乱に際しても、日本に駐屯していたアメリカ軍の派遣が行われ、これに際して貨物輸送が活発に行われた。関東に駐屯していた部隊を九州方面へ送り出す輸送に臨港線が関わったほか、アメリカ本土から船で送られてきた補給物資が横浜港に陸揚げされ、貨物列車で各地へ運ばれていた。

### 第二次世界大戦後の最盛期
対日講和条約発効後も暫くの間アメリカ軍による新港埠頭の使用は継続され、第3次鳩山一郎内閣下の1956年（昭和31年）5月10日、ようやく返還協定書が調印された。これを受けて1957年（昭和32年）8月28日に、第二次世界大戦後初めてのボート・トレインがC58形蒸気機関車の牽引により運行された。これはサンフランシスコ航路の氷川丸出航に合わせたものであった。しかし海外旅行は航空機の時代へと急速に移り変わっていき、1960年（昭和35年）8月27日の氷川丸出航に合わせて東京 - 横浜港間で運転されたボート・トレインを以て運行が終了となった。最後の日の牽引機は東京 - 鶴見間がEF58形電気機関車、鶴見 - 横浜港間が8620形蒸気機関車であった。
1955年（昭和30年）1月17日には、それまで東神奈川 - 高島間貨物支線上の駅であった東高島駅が、高島線上の駅に所属変更となった。これに合わせて千若信号場が東高島駅に統合されて廃止となった。東神奈川 - 高島間支線は東高島 - 高島間が高島線と重複することになったため東高島終点に変更となり1.4 kmが減少し、一方高島分岐であった横浜市場駅への支線も東高島分岐に変更されて1.4 km減少となり、さらに瑞穂駅への支線も入江駅分岐から東高島駅分岐に変更されて0.6 km減少となった。しかし1958年（昭和33年）5月1日には東高島 - 瑞穂間の支線は廃止となった。さらに横浜線の貨物輸送量減少に伴って、東神奈川駅から分岐する貨物支線は不要不急となり、1959年（昭和34年）4月1日に東神奈川 - 東高島間および東神奈川 - 海神奈川間が廃止となった。
一方で新規に建設される路線もあり、出田町埠頭の建設に伴って入江駅で分岐する出田町臨港線が1954年（昭和29年）から建設され、1955年（昭和30年）1月25日に供用を開始した。この路線は石炭の輸送が主で、横浜市の専用線の扱いであり駅は設置されていなかった。1億円あまりの建設費は横浜市と国が負担した。この専用線は1985年（昭和60年）4月1日付で輸送量減少により全面休止となっている。
1962年（昭和37年）1月30日には高島 - 東横浜間が単線化されたが、これは桜木町への貨物線を建設するためであった。1964年（昭和39年）5月19日に根岸線の桜木町 - 磯子間が開通し、この路線へ連絡するために高島 - 桜木町間の単線の貨物線が同年6月1日に開通した。しかしまだ非電化であったため、当初はDD13形ディーゼル機関車が牽引していた。
1958年（昭和33年）には、山下埠頭が完成した。この埠頭へは横浜市の港湾整備計画により、横浜港駅から臨港線を延長することが計画されたが、経路上山下公園を通過することになるため、景観上の問題から強い反対が起きた。しかし他に経路を選択できないこと、日本経済の発展のためにやむを得ないものとして、15 mと長い橋桁を使用することやラーメン・ゲルバー構造の下部を円形にした構造を採用することなどで景観対策を行い、山下公園のもっとも山側に高架線で通すことで、1962年（昭和37年）12月に着工された（新規延長区間は山下臨港線や山下埠頭線などとも称される）。建設費は横浜市と国が負担したが、開業後の運営管理の取り扱いを巡って国鉄と横浜市の協議が難航し、開業したのは1965年（昭和40年）7月1日となった。この路線は国鉄の営業線として開業したが、山下埠頭駅における貨物取扱業務は公共臨港線として横浜市が神奈川臨海鉄道に委託していた。1969年（昭和44年）2月27日以降は国鉄からの委託で神奈川臨海鉄道が貨物取扱業務を行い、また施設の維持補修は横浜市が責任を負っていた。その後、根岸駅から本牧埠頭への貨物線も開通したが、これは神奈川臨海鉄道の本牧線としてであった。
1970年（昭和45年）9月15日に高島線鶴見 - 桜木町間の電化が完成し、根岸線方面への貨物列車が電気機関車の牽引に変わった。10月1日に高島線における蒸気機関車の通常運用が終了し、これを記念して10月10日・11日・18日の3日間、東京 - 横浜港間でD51形蒸気機関車牽引の「さよなら蒸気機関車号」が運転された。

### 臨港線の衰退
1963年度（昭和38年度）には、京浜工業地帯の各貨物駅を発着する貨物量は年間約1500万トンに達し、これは当時の国鉄全貨物輸送量約2億トンの7 - 8パーセントに相当していた。臨港線内の駅では新興駅の年間約235万トンが最大取扱量で、これは当時全国の駅では第12位の貨物取扱量であった。国鉄は1965年（昭和40年）の第三次改良計画において画期的な輸送力増強計画を打ち出し、高速輸送体系の整備、コンテナ輸送の強化、一貫パレチゼーションの推進、物資別適合輸送の拡充などを掲げ、臨港線においても東高島に化学薬品、高島に鉄鋼の物資別輸送基地が設置される計画となっていた。
しかし昭和30年代に入ると、陸上貨物輸送のトラックへの転移が始まり、また船舶輸送もそれまでの荷役を一手に引き受けていた埠頭から物資別の専用埠頭に移行するようになっていった。鉄道貨物輸送も輸送量の総量が減少するだけではなく、従来のように貨物全般を取り扱う形態からコンテナや石油タンク車などの特定品目の大量輸送に特化して行くようになり、これにともなって臨港線の輸送も衰退していくことになった。こうして第三次改良計画において設置された物資別適合輸送の基地も石油や石灰石などを除いて廃止されていくことになり、そのうち国鉄貨物自体がヤード集結形式の終焉へと進むにつれ、横浜臨港線の各支線・貨物駅も新たに建設されるコンテナターミナルに代替されて廃止への道を辿っていった。
1979年（昭和54年）10月1日、横浜市神奈川区羽沢町の東海道貨物新線上に新たな貨物専用駅横浜羽沢駅が開業した。これと同時にまず東横浜駅が貨物扱いを廃止し、東横浜信号場となった。1980年（昭和55年）6月13日から15日にかけて、横浜開港120周年および横浜商工会議所創立100周年を記念して、蒸気機関車C58 1の牽引による記念列車が東横浜信号場 - 山下埠頭間で運転され、山下臨港線に初めて旅客列車が運行された。またこれは臨港線に蒸気機関車の走った最後の機会となった。1981年（昭和56年）1月29日、港一号橋梁の近くで上り線が切断され東横浜 - 横浜港間が単線化された。これにより高島から横浜港までが単線となり、翌1月30日に東横浜信号場も廃止となった。1982年（昭和57年）11月15日の全国ダイヤ改正では横浜港駅も横浜港信号場に格下げされ、高島から表高島、東高島から横浜市場の支線も廃止となった。1985年（昭和60年）3月14日には入江駅が廃止となり、新興駅と統合された。

そして1986年（昭和61年）11月1日の全国ダイヤ改正で、臨港線の貨物列車牽引を担ってきた横浜機関区が廃止となり、高島駅は高島信号場に格下げされ、開業して20年程度しか経っていない山下埠頭への貨物線も廃止となった。これにより高島信号場より南の線の貨物営業は終了したが、書類上は高島信号場から横浜港信号場までの旅客営業が残った状態となっていた。これにより臨港線内の駅は事実上、新興駅と東高島駅のみとなった。国鉄最後の日となった1987年（昭和62年）3月31日付でこの区間の旅客営業も廃止となり、横浜港信号場も廃止となった。一方、手続き上は高島信号場が再度貨物駅として開業し高島駅となっている。

### みなとみらい21計画と横浜博覧会

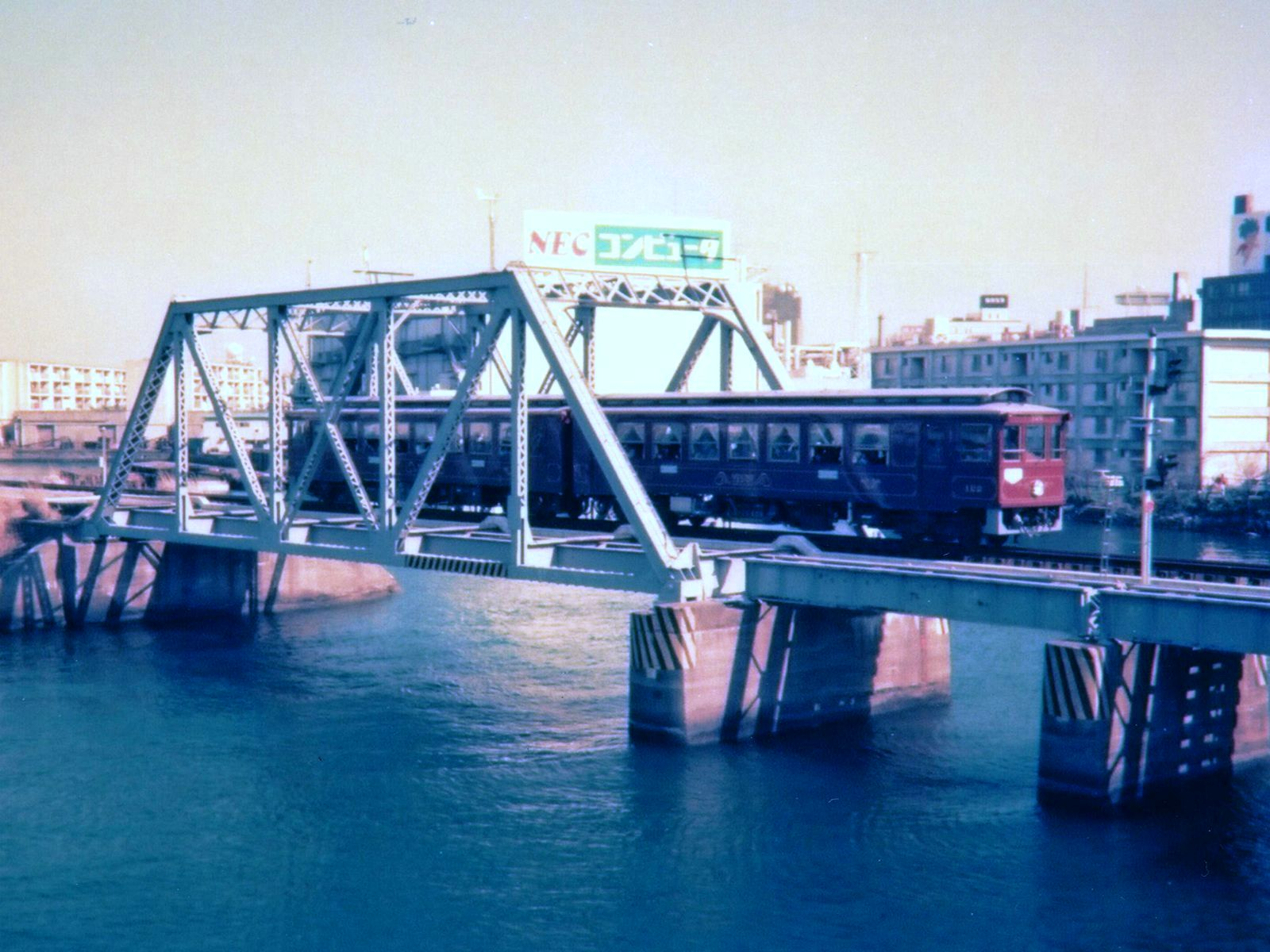
横浜博覧会に際して臨港線を走った気動車 浜風号。博覧会終了後、三陸鉄道に転用され36-300形となった。

横浜市では横浜市六大事業の実施に伴い、三菱重工業（現・三菱造船）横浜造船所を移転させ横浜駅東口から新港埠頭までの広大な地域の再開発を行う横浜みなとみらい21計画を打ち出し、1983年（昭和58年）11月8日に着工した。これにより横浜機関区や高島駅・表高島駅などの整理が進められた。

1989年（平成元年）3月25日 - 10月1日にかけてみなとみらい21地区において市制100周年・開港130周年を記念する横浜博覧会が開催された。これに際してまだ線路の残されていた山下臨港線が活用され、1987年12月に財団法人横浜博覧会協会が第一種鉄道事業者の免許を得て、1988年11月に横浜博覧会臨港線として工事が完成、1989年3月25日から10月1日まで旅客輸送を行った。港一号橋梁北側（会場側）に日本丸駅、山下臨港線の氷川丸付近に山下公園駅の2駅のみを設置して、レトロ調気動車を運転した。博覧会終了後の運行継続を望む声もあったが、これは受け入れられなかった。

### その後の高島線
みなとみらい21計画のさらなる進展により、1995年（平成7年）2月27日に高島駅は廃止され、東高島 - 高島間が単線化された。これにより複線区間は鶴見 - 東高島間のみとなった。そして高島駅の跡地の整理とともにこの区間は西側へ線路を付け替えられて地下化され、1997年（平成9年）11月24日に高島トンネルに移行された。
1996年（平成8年）7月20日に旧横浜港駅プラットホームの復元工事が完了し、赤レンガパーク内で一般公開された。新港埠頭へ渡る橋梁は再整備がなされ、1997年（平成9年）7月19日に汽車道として公開し、遊歩道化された。2000年（平成12年）に山下公園内の高架貨物線の撤去工事が完了し、新港埠頭から山下公園までの区間は2002年（平成14年）3月2日に山下臨港線プロムナードという遊歩道として公開された。

### 年表
日本では明治5年まで太陰暦で、明治6年からグレゴリオ暦となっているため、以下では明治5年までは双方を併記している。
- 1871年9月22日（旧暦明治4年8月8日）： 横浜機関庫開設[9]。
- 1872年（明治5年）
  - 6月12日（旧暦5月7日）：品川 - 横浜間鉄道仮営業開始、横浜駅（初代）開業[6]。
  - 10月14日（旧暦9月12日）：新橋 - 横浜間鉄道正式開業、横浜駅（初代）正式開業[7]。
- 1895年（明治28年）4月1日：横浜港大桟橋 - 税関構内間に貨物運搬線開通、廃止日不詳[10]。
- 1910年（明治43年）
  - 8月：新港埠頭への臨港鉄道の工事完成[18]。
  - 10月：横浜鉄道の海陸連絡線の工事完成、東神奈川 - 海神奈川63チェーン（約1.3 km）[13]。
- 1911年（明治44年）
  - 9月1日：横浜（初代） - 横浜港荷扱所間通称税関線約0.8 km開通、横浜港荷扱所開業[18]。
  - 12月10日：海神奈川駅開業[28]。
- 1912年（大正元年）：税関線を横浜税関付近まで延長[9]。
- 1913年（大正2年）6月2日：横浜（初代） - 高島荷扱所間1.2マイル開通、高島荷扱所開業[28]。
- 1915年（大正4年）
  - 8月15日：2代目横浜駅開業、初代横浜駅を桜木町駅に改称[28]。
  - 12月30日：桜木町駅を客貨分離し、貨物設備を東横浜駅として独立した駅とする。高島荷扱所を高島駅とし、東横浜 - 高島間は1.2マイル。貨物支線 程ヶ谷 - 高島間（2.1マイル）が開業[28]。
  - 12月：横浜機関庫を高島に移転、高島機関庫に改称[9]。
- 1917年（大正6年）
  - 6月17日：貨物支線 鶴見 - 高島間（4.1マイル≒6.66 km）、東神奈川 - 高島間（1.4M≒2.25 km）が開業。鶴見 - 高島 - 程ヶ谷が本線、高島 - 東横浜間が支線扱いとなる。入江信号所、海神奈川信号扱所開設[28]。
  - 10月1日：横浜鉄道国有化、国鉄横浜線となる[28]。
- 1920年（大正9年）7月23日：横浜港荷扱所を横浜港駅とする、東横浜 - 横浜港荷扱所間は1.6マイル≒2.57 km。鶴見 - 高島 - 横浜港間を本線、高島 - 程ヶ谷間を支線扱いに変更[28]。鶴見 - 横浜港間で旅客営業（ボート・トレインの運行）開始[16]。
- 1922年（大正11年）4月1日：入江信号所を入江信号場に改称[28]。
- 1923年（大正12年）9月1日：関東大震災発生、2代横浜駅、桜木町駅、高島駅、東横浜駅などが大きな被害を受ける[24]。
- 1924年（大正13年）10月1日：海神奈川信号扱所を千若信号場に改称。（貨）東高島駅開業[28]。
- 1928年（昭和3年）3月31日：生糸検査所までの引き込み線が開通[29]。
- 1929年（昭和4年）
  - 9月15日：入江信号場を（貨）入江駅に格上げ[28]。
  - 9月16日：貨物支線 高島 - 程ヶ谷間（2.1マイル≒3.38 km）廃止[28]。
- 1930年（昭和5年）4月1日：マイル表示からメートル表示に変更（鶴見 - 横浜港間 6.9マイル→10.9 km、東神奈川 - 高島間 1.4マイル→2.5 km、東神奈川 - 海神奈川間1.2マイル→2.0 km）。東神奈川 - 海神奈川間を横浜線貨物支線から東海道本線貨物支線に所属変更[28]。
- 1934年（昭和9年）
  - 3月1日：貨物支線 入江 - 新興間 (2.7 km) が開業。（貨）新興駅が開業[28]。
  - 6月15日：貨物支線 高島 - 表高島間 (1.3 km) 、高島 - 山内町間 (2.6 km) が開業。（貨）表高島駅、（貨）山内町駅（のちの横浜市場駅）が開業[28]。
- 1935年（昭和10年）7月15日：貨物支線 入江 - 千若信号場 - 瑞穂間 (2.8 km) が開業。（貨）瑞穂駅が開業[28]。
- 1936年（昭和11年）9月1日：国鉄の職制改正により高島機関庫を高島機関区に改称[9]。
- 1944年（昭和19年）12月1日：（貨）山内町駅が（貨）横浜市場駅に改称[28]。
- 1947年（昭和22年）10月14日：高島機関区を横浜機関区に改称[9]。
- 1952年（昭和27年）10月17日：5500形牽引の鉄道開業80周年記念列車「一声号」東横浜 - 汐留間で運転[54]。
- 1955年（昭和30年）
  - 1月17日：東高島駅の所属路線を高島線に変更し、千若信号場を併合。瑞穂駅への貨物支線の起点を入江駅から東高島駅に (-0.6km)、横浜市場駅への貨物支線の起点を高島駅から東高島駅に (-1.4km)、東神奈川駅からの貨物支線の終点を高島駅から東高島駅に変更 (-1.0 km)[28]。
  - 1月25日：入江駅分岐の専用線として出田町臨港線開通[42]。
- 1957年（昭和32年）8月28日：第二次世界大戦後初のボート・トレインを運行[16]。
- 1958年（昭和33年）5月1日：貨物支線 東高島 - 瑞穂間 (2.2 km) が廃止（在日米軍専用線となる）。（貨）瑞穂駅廃止[28]。
- 1959年（昭和34年）4月1日：貨物支線 東神奈川 - 東高島間 (1.5 km) および東神奈川 - 海神奈川間 (2.0 km) 廃止。（貨）海神奈川駅廃止[28]。
- 1960年（昭和35年）8月27日：この日限りでボート・トレインの運行終了（旅客営業は書類上残る）[16]。
- 1962年（昭和37年）1月30日：高島 - 東横浜間単線化[1]。
- 1964年（昭和39年）6月1日：貨物支線 高島 - 桜木町間 (1.9 km) が開業[28]。
- 1965年（昭和40年）7月1日：貨物支線 横浜港 - 山下埠頭間 (2.0 km) が開業。（貨）山下埠頭駅が開業[28]。
- 1970年（昭和45年）
  - 9月15日：本線 鶴見 - 高島間、貨物支線 高島 - 桜木町間が電化[47]。
  - 10月1日：高島線における蒸気機関車の通常運行廃止、無煙化完了[47]。
  - 10月10日・11日・18日：東京 - 横浜港間でD51 791牽引の「さよなら蒸気機関車号」運転[47]。
- 1972年（昭和47年）10月14日・15日：鉄道100周年記念列車としてC57 7牽引の列車が汐留 - 東横浜間で運転[50]。
- 1979年（昭和54年）10月1日：東横浜駅を信号場に格下げ、東横浜信号場開設[50]。
- 1980年（昭和55年）6月13日 - 15日：東横浜信号場 - 山下埠頭間でC58 1牽引の横浜開港120周年・横浜商工会議所創立100周年列車を運転、臨港線における最後の蒸気機関車運行[9][51]。C58 1牽引による横浜開港120周年列車。1980年6月15日
- 1981年（昭和56年）

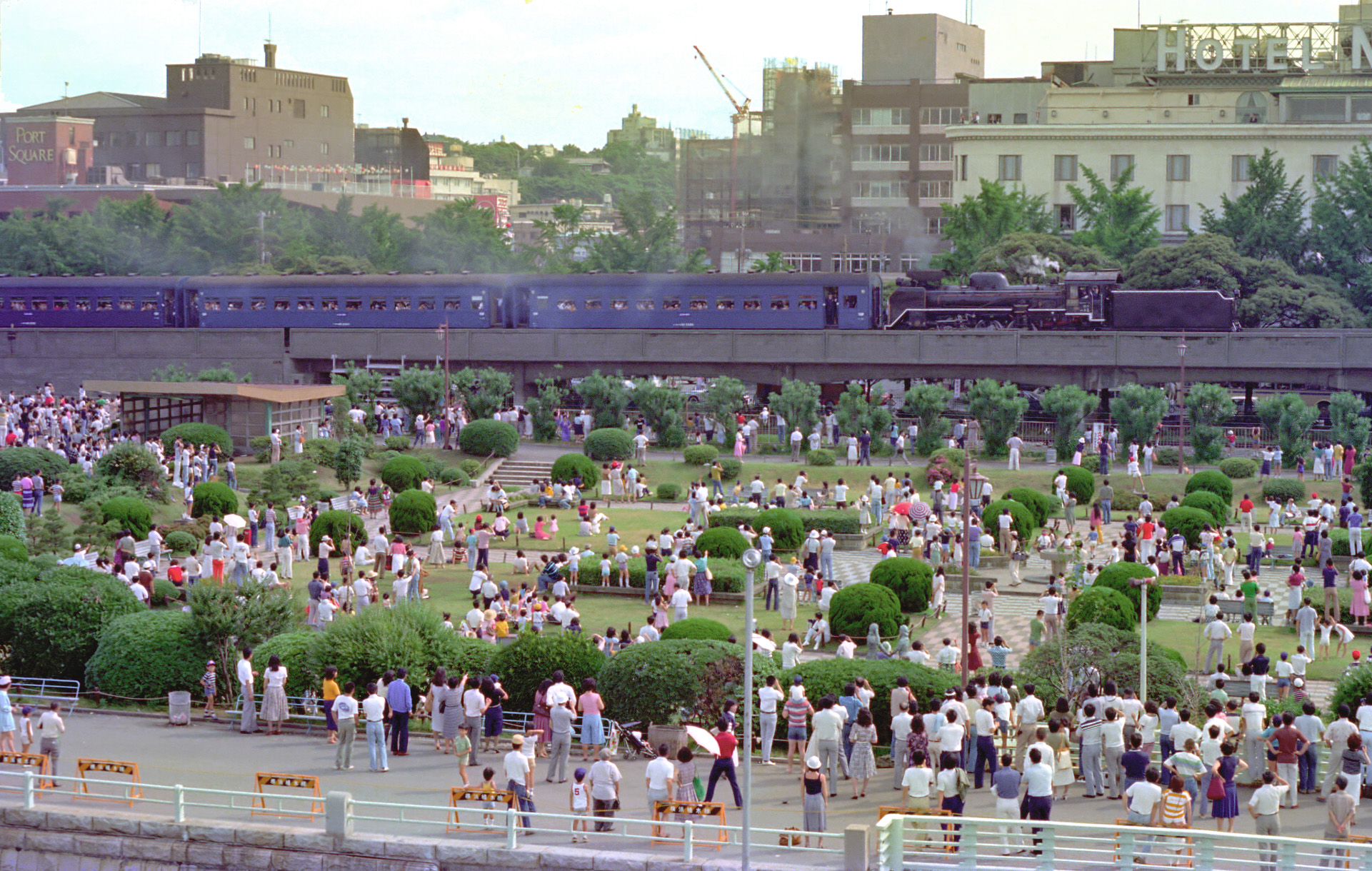
C58 1牽引による横浜開港120周年列車。1980年6月15日

  - 1月29日：東横浜信号場 - 横浜港間単線化[51]。
  - 1月30日：東横浜信号場廃止[51]。
- 1982年（昭和57年）11月15日：横浜港駅を信号場に格下げ、横浜港信号場開設。貨物支線 高島 - 表高島間 (1.3 km)、東高島 - 横浜市場間 (1.2 km) 廃止[55]。（貨）表高島駅、（貨）横浜市場駅廃止[28]。
- 1985年（昭和60年）
  - 3月14日：入江駅を新興駅に併合し廃止。それに伴い、入江 - 新興間 (2.7 km) の区間表示を鶴見 - 新興 - 東高島間 (11.0 km) に変更[28]。
  - 4月1日：出田町臨港線全面休止[42]。
- 1986年（昭和61年）11月1日：貨物支線 横浜港信号場 - 山下埠頭間 (2.0 km) 廃止。高島信号場 - 横浜港信号場間の貨物営業を廃止（旅客営業区間として存続）。高島駅を信号場に格下げ、高島信号場開設。高島駅廃止により、貨物支線 高島 - 桜木町間の起点を東高島駅に変更 (+1.0 km)[28]。横浜機関区廃止[9]。
- 1987年（昭和62年）
  - 3月31日：高島信号場を高島駅に格上げ、高島駅再開業。高島 - 横浜港信号場間 (4.3 km) 廃止。横浜港信号場廃止。高島駅再開業により、高島 - 桜木町間の貨物支線の起点を高島駅へ戻す (-1.0 km)[28]。
  - 4月1日：国鉄分割民営化により東日本旅客鉄道が承継。日本貨物鉄道が全線の第二種鉄道事業者となる。区間表示を鶴見 - 新興経由 - 東高島 - 桜木町間に変更[28]。
- 1995年（平成7年）2月27日：東高島 - 高島間単線化、（貨）高島駅廃止[16]。
- 1997年（平成9年）11月24日：東高島 - 桜木町間の一部を地下化[16]。
- 2010年（平成22年）：この年に新興駅廃止（具体的な廃止日は不明）[注 4]。ただし、区間表示の変更ならびに営業キロの改キロは実施されず[注 5]。
- 2019年（令和元年）：この年に区間表示を鶴見 - 東高島 - 桜木町間に変更し（具体的な施行日は不明）、事実上廃止されていた旧・入江 - 新興間の営業キロの加算状態を解消 (-2.7 km)[注 6]。

## 駅一覧
- 接続路線は東日本旅客鉄道線のみ記載。
- 全駅神奈川県横浜市内に所在。

| 駅名               | 営業キロ | 接続路線                                                                     | 所在地   |
| ------------------ | -------- | ---------------------------------------------------------------------------- | -------- |
| 鶴見駅             | 0.0      | 東海道本線（本線・品鶴線・東海道貨物線）・武蔵野線・南武線支線（尻手駅方面） | 鶴見区   |
| 入江駅（廃止）     | 3.5      |                                                                              | 神奈川区 |
| 千若信号場（廃止） | 5.2      |                                                                              | 神奈川区 |
| 東高島駅           | 5.6      |                                                                              | 神奈川区 |
| 高島駅（廃止）     | 6.6      |                                                                              | 神奈川区 |
| 桜木町駅           | 8.5      | 根岸線                                                                       | 中区     |

### 廃止区間
貨物支線（新興線・2010年事実上廃止、2019年営業キロ設定廃止）
旧・入江駅 (0.0km) - 新興駅 (2.7km)
後述の鶴見駅 - 新興駅 - 東高島駅間について、国鉄分割民営化の際に営業キロを再編したもの。実態としては鶴見 - 桜木町の本線8.5 kmの途中、旧入江駅の地点から新興まで2.7 kmの支線が分岐している形になっているが、JR貨物の営業キロ設定上は両者を合計して鶴見 - 桜木町間11.2 kmのように表示されていた。2010年に新興駅が廃止されて以降も、引き続き2.7km分を加算した営業キロのままとなっていたが、この状況は2019年に高島線の区間表示が変更されたことで解消された。
貨物支線（1987年営業キロ設定廃止）
鶴見駅 (0.0km) - 新興駅 (6.2km) - 東高島駅 (11.0km)
前述のように鶴見 - 新興 - 東高島の営業キロが設定されたもので、旧入江 - 新興間の2.7 kmが2回カウントされている。民営化時点で鶴見 - 桜木町間11.2 kmと旧入江 - 新興間2.7 kmを合計した13.9 kmと公示されるようになり、営業キロ上この路線の設定が廃止となっているが、実態としてこの時点で線路が廃止になったわけではなかった。
貨物支線（瑞穂線・1958年廃止）
東高島駅 (0.0 km) - 旧・千若信号場 - 瑞穂駅 (2.2 km)
米軍が使用している横浜ノース・ドックへ通じており、国鉄営業線としては1958年に廃止となっているが、米軍専用線となって現存している。
貨物支線（1982年廃止）
東高島駅 (0.0 km) - 横浜市場駅 (1.2 km)
貨物支線（1982年廃止）
高島駅 (0.0 km) - 表高島駅 (1.3 km)
支線（横浜臨港線・1987年廃止）
高島駅 (0.0 km) - 東横浜駅 (1.8 km) - 横浜港駅 (4.3 km)
貨物支線（山下臨港線・1986年廃止）
横浜港駅 (0.0 km) - 山下埠頭駅 (2.0 km)
貨物支線（1959年廃止）
東神奈川駅 (0.0 km) - 東高島駅 (1.5 km)
貨物支線（1959年廃止）
東神奈川駅 (0.0 km) - 海神奈川駅 (2.0 km)
貨物支線（1929年廃止）
高島駅 (0.00 km) - 程ヶ谷駅 (3.38 km、2.1マイル)